# گونداراج
حکومت اشرار (به هندی: Gundaraj) فیلمی محصول سال ۱۹۹۵ و به کارگردانی گودو دانوئو است. در این فیلم بازیگرانی همچون اجی دیوگن، کاجول، آمریش پوری، آسرانی، شارات ساکسنا ایفای نقش کرده‌اند.

## خلاصه داستان
آجی چاوهان با والدین و خواهر کوچکترش زندگی می‌کند. او عاشق پوجاست و امیدوار است روزی با او ازدواج کند. پدرش از او می‌خواهد که شغلی پیدا کند و بعد ازدواج کند. آجی برای کار در بمبئی درخواست می‌کند و به زودی نامه‌ای دریافت می‌کند که از او می‌خواهد برای مصاحبه حاضر شود. او در مصاحبه شرکت می‌کند و استخدام می‌شود. او که از تحقق یافتن تمام رویاهایش خوشحال می‌شود، می‌رود تا خدا را شکر کند و آنجاست که زنی به نام پراتیکا جتلی او را می‌بیند و به پلیس اطلاع می‌دهد که او واقعاً همان کسی است که به‌طور وحشیانه‌ای به سه زن جوان در محوطه دانشگاه تجاوز کرده‌است. آجی به شدت این موضوع را انکار می‌کند، اما شخصاً شناسایی و به لحاظ کیفری مسئول، مجرم شناخته شده و به زندان محکوم می‌شود. چند سال بعد از زندان آزاد و متوجه می‌شود که پدرش و پوجا خودکشی کرده‌اند. خواهرش بیمار روانی شده بود در حالی که مادرش قابل ردیابی نبود. او تصمیم می. گیرد تا زندگی خود را جمع کند و با یک بازرس پلیس بی‌رحم ملاقات می‌کند که دخترش یکی از قربانیان تجاوز جنسی بود. سپس آجی متوجه توطئه پشت این قضیه می‌شود تا او را به تصویر بکشد. یک گزارشگر خبری ریتو به او کمک می‌کند تا مجرمان واقعی را ردیابی کند و آن‌ها را به دست عدالت بسپارد. در همین حین، آجی و ریتو جذب یکدیگر و عاشق هم می‌شوند. مشخص می‌شود که مقصران واقعی دکا، مانیا و راج بهادر با نام مستعار هستند.

## بازیگران
- اجی دیوگن در نقش آجی چاوهان
- کاجول در نقش ریتو
- آنجلی جثار در نقش پوجا
- امریش پوری در نقش بازرس پلیس
- جی. عصرانی در نقش گوپال
- موهان جوشی در نقش راج بهادر با نام مستعار بابا
- موهنیش باهل در نقش مانیا[۱]
- شرات ساکسنا در نقش دکا
- اوشا نادکارنی در نقش پارواتی چاوهان
- آچیوت پوتدار در نقش آمیت چاوهان
- احمد خان در نقش جیتلی، خبرنگار کالج
- سولابا آریا در نقش پراتیکا جیتلی
- مادان جین در نقش بازرس پلیس ویجی شارما
- کالپانا ایر در نقش دادستان عمومی
- دیون ورما در نقش خبرنگار ارشد ریتو باس
- سورش چتوال در نقش مصاحبه‌کننده
- بینا بانرجی در نقش همسر قاضی
- شاشی شارما در نقش بانوی جوانی که از تجاوز نجات یافت

## موسیقی متن
- ترانه: راحت ایندوری، ضمیر کاظمی، ظفر گوراخپوری و شیام آنوراگی
- خوانندگان: کومار سانو، آلکا یاگنیک، آلیشا چینی، سادانا سارگام و بالی براهمبت
- موسیقی: آنو مالک

| شماره | عنوان          | خواننده(ها)               | ترانه‌سرا      |
| ----- | -------------- | ------------------------- | ------------- |
| ۱     | "یک نگاه من"   | کومار سانو، آلیشا چینی    | ظفر گوراخپوری |
| ۲     | "دوستت دارم"   | کومار سانو، آلیشا چینی    | ظفر گوراخپوری |
| ۳     | "من با تو"     | کومار سانو، سادانا سارگام | ضمیر کاظمی    |
| ۴     | "آفتاب چم"     | کومار سانو، آلکا یاگنیک   | راحت ایندوری  |
| ۵     | "قلب من می‌تپد" | کومار سانو، سادانا سارگام | ضمیر کاظمی    |
| ۶     | "پسران بد"     | بالی برهمبت، علیشا چینی   | شیام آنوراگی  |